# Svetište sv. Paškala
Bazilika i svetište sv. Paškala katoličko je svetište u španjolskom gradu Villarrealu posvećeno svetom Paškalu Bajlonskom. Papa Ivan Pavao II. proglasio ga je bazilikom i mjestom euharistijskog klanjanja. U sklopu svetišta djeluje i samostan redovnica klarisa.
Prvotno svetište izgrađeno još 15. stoljeću, na zahtjev papinske bule Grgura XIII. upućenog aragonskim franjevcima, nadograđivano je u baroknom stilu dvjestotinjak godina kasnije, da bi bilo srušeno i potpuno uništeno za vrijeme Crvenog terora u Španjolskom građanskom ratu. Novo svetište, izgrađeno po uzoru na prethodno, svečano je otvorio kralj Ivan Karlo I. 1992. godine.
Prvotno svetište bilo je posvećeno Kraljici Svete krunice, a na zavjetnom oltaru Bezgrješnoga začeća molili su se španjolski kraljevi Filip II. i Filip III. sa svojom suprugom Margaritom Austrijskom, koji su bili i pokrovitelji svetišta. Kasnije su ga posjećivali i kraljevi Karlo III., Karlo IV., Amadeo I., Alfons XIII., kraljica Izabela II. i brojni španjolski i europski plemići i pripadnici kraljevskih obitelji. Među posjetiteljima svetišta bio je i španjolski diktator Francisco Franco 1968. godine.
Prethodno je svetište bilo žrtvom paleža i oštećivanja tijekom Rata za španjolsku baštinu i Napoleonove invazije, da bi ju u potpunosti uništitili španjolski komunisti u borbama u Španjolskom građanskom ratu. Svetište i baziliku posjetio je i papa Ivan Pavao II. 1996., a godinu dana kasnije ovdje je održan sedmi Nacionalni euharsitijski kongres.

## Vanjske poveznice
|  | Zajednički poslužitelj ima još gradiva o temi Svetište sv. Paškala |